# Nagyatádi kistérség
A Nagyatádi kistérség egy kistérség volt Somogy megyében, központja Nagyatád volt. Nevezték még Rinyamenti kistérségnek is.

## Települései
| Bakháza    | Beleg      | Bolhás       | Görgeteg         | Háromfa  |  |
| Kaszó      | Kisbajom   | Kutas        | Lábod            | Nagyatád |  |
| Nagykorpád | Ötvöskónyi | Rinyabesenyő | Rinyaszentkirály | Segesd   |  |
| Somogyszob | Szabás     | Tarany       |                  |          |  |

## Fekvése
Belső Somogyban található. Területét korábban összefüggő erdőségek borították.

## Nevezetességei
- A Nagyatádi Termál- és Gyógyfürdő
- A Nagyatádi Haditechnikai Park
- A Nagyatádi Szoborpark
- A Kaszói Állami Erdei Vasút
- A Segesdi Ferences Templom és Kolostor

## Külső hivatkozások
- Hivatalos honlap Archiválva 2010. február 22-i dátummal a Wayback Machine-ben